# Jílové u Držkova
Jílové u Držkova är en ort i Tjeckien. Den ligger i den norra delen av landet, 90 km nordost om huvudstaden Prag. Jílové u Držkova ligger 515 meter över havet och antalet invånare är 204.
Terrängen runt Jílové u Držkova är lite kuperad. Runt Jílové u Držkova är det ganska tätbefolkat, med 65 invånare per kvadratkilometer. Närmaste större samhälle är Liberec, 19,9 km nordväst om Jílové u Držkova. I omgivningarna runt Jílové u Držkova växer i huvudsak blandskog.